# Cristoglie
Cristoglie (in sloveno Hrastovlje) è un insediamento di 154 abitanti del comune sloveno di Capodistria, nell'Istria settentrionale.

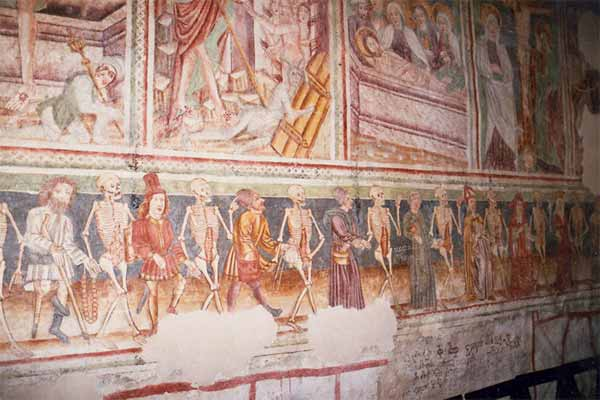
Affresco Danze macabre

## Geografia
Posto alle pendici del monte Chiusa (Vrh) (296 m s.l.m.), 25 km a sud-est di Capodistria,
il paese è localizzato nell'alta valle del torrente Risano (Rižana), in un'area prevalentemente agricola, famosa soprattutto per la produzione del vino moscato.

## Storia
La località fu donata dall'imperatore Corrado II al patriarca di Aquileia. Nel XII secolo Cristoglie passò alla famiglia tedesca dei Neuhaus che lo mantenne sino al 1535, anno in cui il villaggio entrò a far parte dei domini della Repubblica di Venezia.

## Monumenti e luoghi d'interesse

### Chiesa della Santissima Trinità

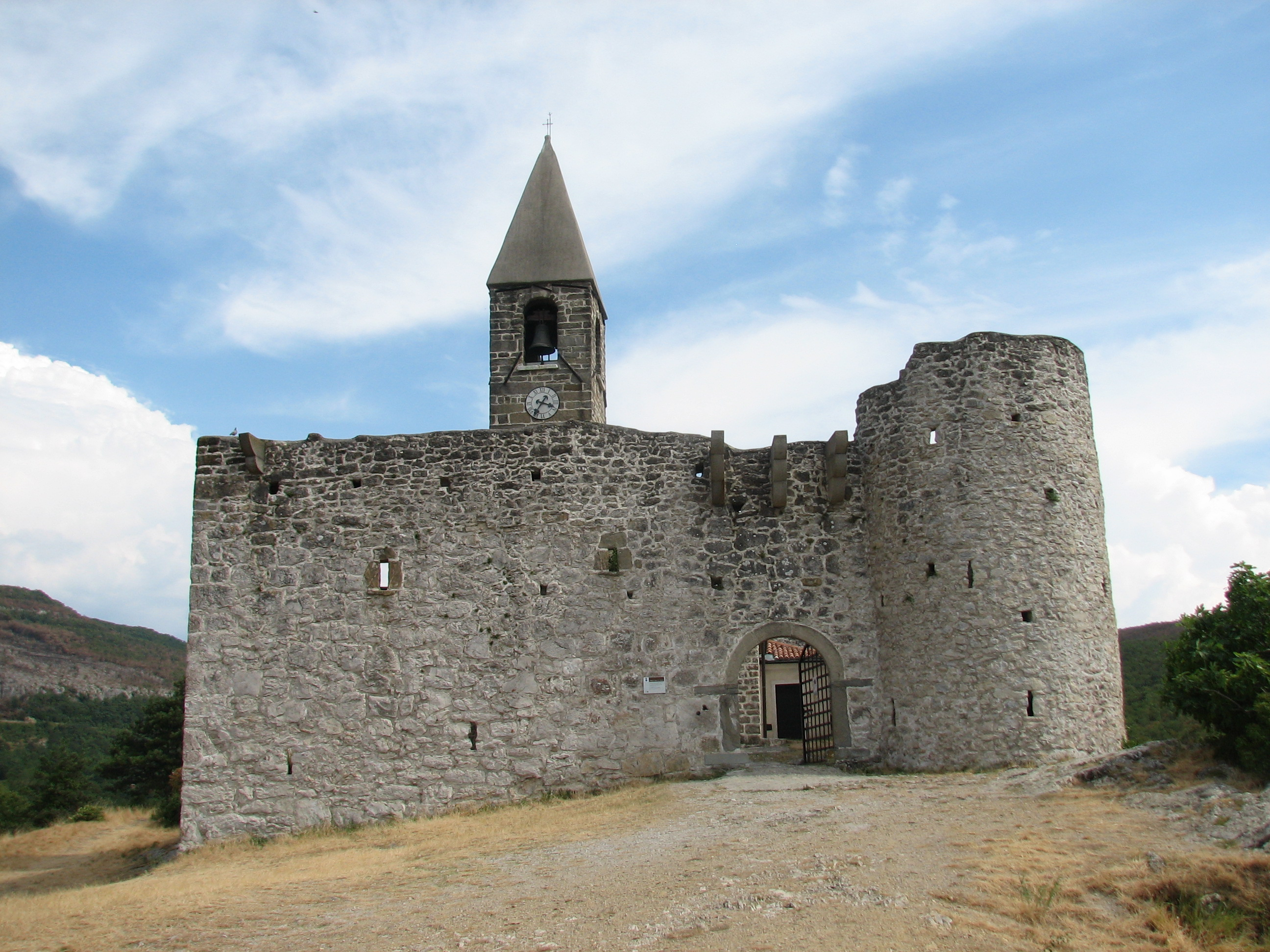
Chiesa della Santissima Trinità

Su un'altura al margine meridionale del paese, si trova la chiesa romanica della Santissima Trinità (sloveno Sveta Trojica), costruita tra il XII ed il XIII secolo e fortificata con mura nel XVI.
L'interno a tre navate è affrescato con le seguenti raffigurazioni: nell'abside la Santissima Trinità; nelle absidiole minori gli Apostoli, i Re Magi e i santi protettori dalla peste Sebastiano, Rocco e Fabiano; sulla volta della navata centrale la Creazione; sui capitelli figure di Santi e nella volta delle navate laterali i dodici mesi; la parete orientata a sud è decorata con le scene della Passione di Cristo nella fascia superiore e con la danza macabra in quella inferiore.
Il ciclo degli affreschi più interessante si trova nella parte inferiore della parete sud, dove è rappresentata, come detto, una danza macabra. Il dipinto risale al XV secolo, un'epoca in cui l'Europa era falcidiata da numerose e terribili epidemie ed il tema della caducità della vita era molto sentito.
L'autore degli affreschi fu il pittore Giovanni da Castua che ha lasciato la sua firma sia in caratteri latini che glagolitici. Questo ciclo di affreschi appartiene allo stile tardogotico.

## Infrastrutture e trasporti
L'insediamento è servito dalla stazione di Cristoglie, situata in realtà nei pressi della località di Dol, sulla ferrovia Bresenza-Capodistria.